# Geminiraptor
Geminiraptor is een geslacht van vleesetende theropode dinosauriërs, behorend tot de groep van de Eumaniraptora, dat tijdens het vroege Krijt leefde in het gebied van het huidige Noord-Amerika.

## Naamgeving en vondst
De typesoort Geminiraptor suezarum werd in 2010 benoemd en beschreven door Phil Senter, James Kirkland, John Bird en Jeff Bartlett. De geslachtsnaam is afgeleid van het Latijnse gemini, "tweelingen", een verwijzing naar de ontdekkers van de vindplaats: de tweeling Celina Suarez en Marina Suarez, en raptor, "rover", een gebruikelijk element in de namen van Deinonychosauria. De soortaanduiding eert opnieuw de tweelingzusters die in 2004 op de locatie de eerste botten aantroffen.
Het holotype, CEUM 7319, is in Grand County in Utah gevonden in de Yellow Cat-afzetting van de Cedar Mountain-formatie die wellicht dateert uit het Barremien en maakt deel uit van de collectie van het College of Eastern Utah Prehistoric Museum, te Price, Utah. Het bestaat uit een gedeeltelijke linkermaxilla, een bovenkaakbeen, zonder bewaarde tanden. Het fossiel is geprepareerd door Don DeBlieux.

## Beschrijving

### Grootte en onderscheidende kenmerken
Geminiraptor is een kleine roofsauriër met een geschatte lengte van twee à tweeënhalve meter en een gewicht van zo'n 25 kilogram. Daarmee is het de grootste bekende troödontide uit het Onder-Krijt. Het bovenkaaksbeenfragment heeft een lengte van 95 millimeter en een hoogte van drie centimeter; de kromming van buiten naar binnen gemeten beslaat twee centimeter.

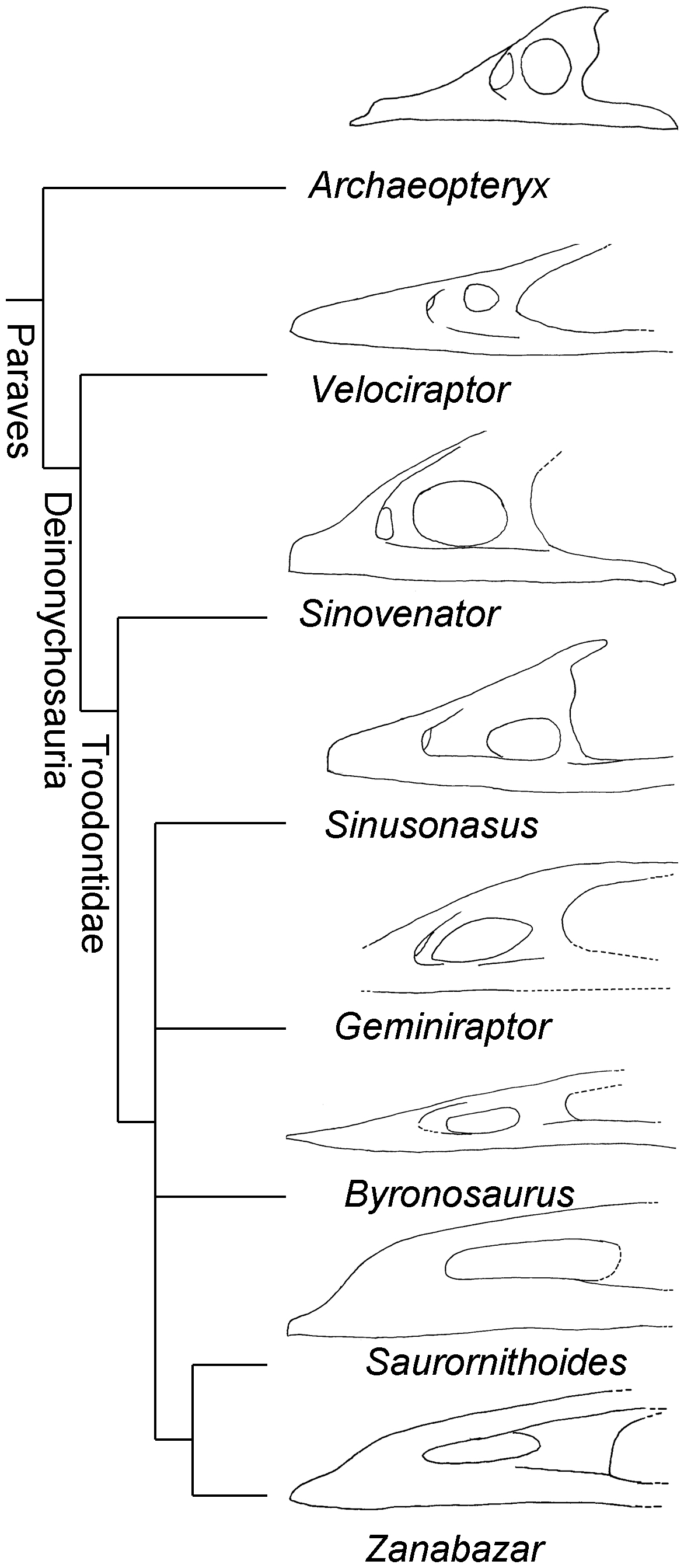
Een vergelijking in snuitvorm tussen verschillende Paraves, geordend in een stamboom

De beschrijvers wisten enkele onderscheidende kenmerken vast te stellen: de maxilla is sterk gepneumatieerd, doortrokken van luchtholten, ter hoogte van de fossa antorbitalis, waarbij het bot zodanig opgezwollen raakt dat het een driehoekige doorsnede heeft; een opening in de maxilla, de fenestra maxillaris, is groot en van voor naar achteren langgerekt, 27,4 bij 10 millimeter; zijdelings bekeken is de aanzet van een fenestra praemaxillaris, een opening tussen de maxilla en praemaxilla, zichtbaar; de beenspanten tussen deze openingen en de spant richting praemaxilla zijn nauw; de tandkassen zijn klein en vierkant met tussenliggende beenschotten.

### Maxilla
Het bovenkaaksbeen is lang en laag. Het bewaarde stuk heeft een lengte van vijfennegentig millimeter, een hoogte van drie centimeter en een breedte overdwars, gemeten bij de zesde tand, van twee centimeter. De tak boven de fenestra antorbitalis loopt horizontaal, net als bij latere afgeleide troödontiden; dit duidt op een langwerpige snuit. Het is niet vaststelbaar of het bovenkaaksbeen deel uitmaakte van de rand van het benige neusgat. De uitholling rond de fenestra antorbitalis loopt ver naar voren door. De opening van de fenestra promaxillaris, met een doorsnede van acht millimeter, is in zijaanzicht zichtbaar en gelegen aan de voorrand van de uitholling. De fenestra maxillaris is een grote liggende ovaal met een lengte van zevenentwintig millimeter en een hoogte van 10,4 millimeter. Deze opening raakt de voorrand van de uitholling niet. De beenstijl tussen beide openingen is smal. Hetzelfde geldt voor de beenstijl tussen de fenestra maxillaris en de fenestra antorbitalis. Deze laatste stijl is niet ingesprongen ten opzichte van de zijwand van het bovenkaaksbeen.
De pneumatisering van het bot is uitzonderlijk en laat een beenwand over die niet meer dan twee millimeter dik is. Alleen bij Byronosaurus is dit verschijnsel onder de verwante soorten in die mate bekend. Er ligt intern van de tandrij een hele luchtkamer met een driehoekige dwarsdoorsnede, de punt naar boven gericht. De onderste wand van deze holte is licht bol. De dunne binnenwand die de holte van de neusholte scheidt, loopt schuin naar binnen en beneden af; dit is een verschil met Byronosaurus waar deze wand verticaal gericht is. Negen tandkassen zijn bewaardgebleven; de beschrijvers schatten dat het totaal aantal maxillaire tanden ongeveer negentien moet hebben bedragen, met drie tanden vóór het bewaarde stuk en zeven erachter. De tandkassen hebben een vierkant profiel. Hoewel de tandkassen dicht op elkaar staan, zijn ze gescheiden door ononderbroken beenschotten; bij de meeste troödontiden zijn deze septa niet volledig door het nauw aaneengedrukt zijn der tanden. 

## Fylogenie
De beschrijvers voerden een exacte kladistische analyse uit met als uitkomst dat Geminiraptor een lid van de Troodontidae was. Hij stond hoger in de stamboom dan Sinovenator maar de precieze verwantschap met Mei, Byronosaurus, Sinornithoides, Sinusonasus, en een klade bestaande uit Troodon, Saurornithoides en Zanabazar kon niet nader bepaald worden.
Geminiraptor is een stuk groter dan andere bekende troodontiden uit het Jura of Opper-Krijt en daarmee een vroeg voorbeeld van de forsere bouw die kenmerkend is voor de troodontiden uit het Onder-Krijt.